# СонОпера непрОсті

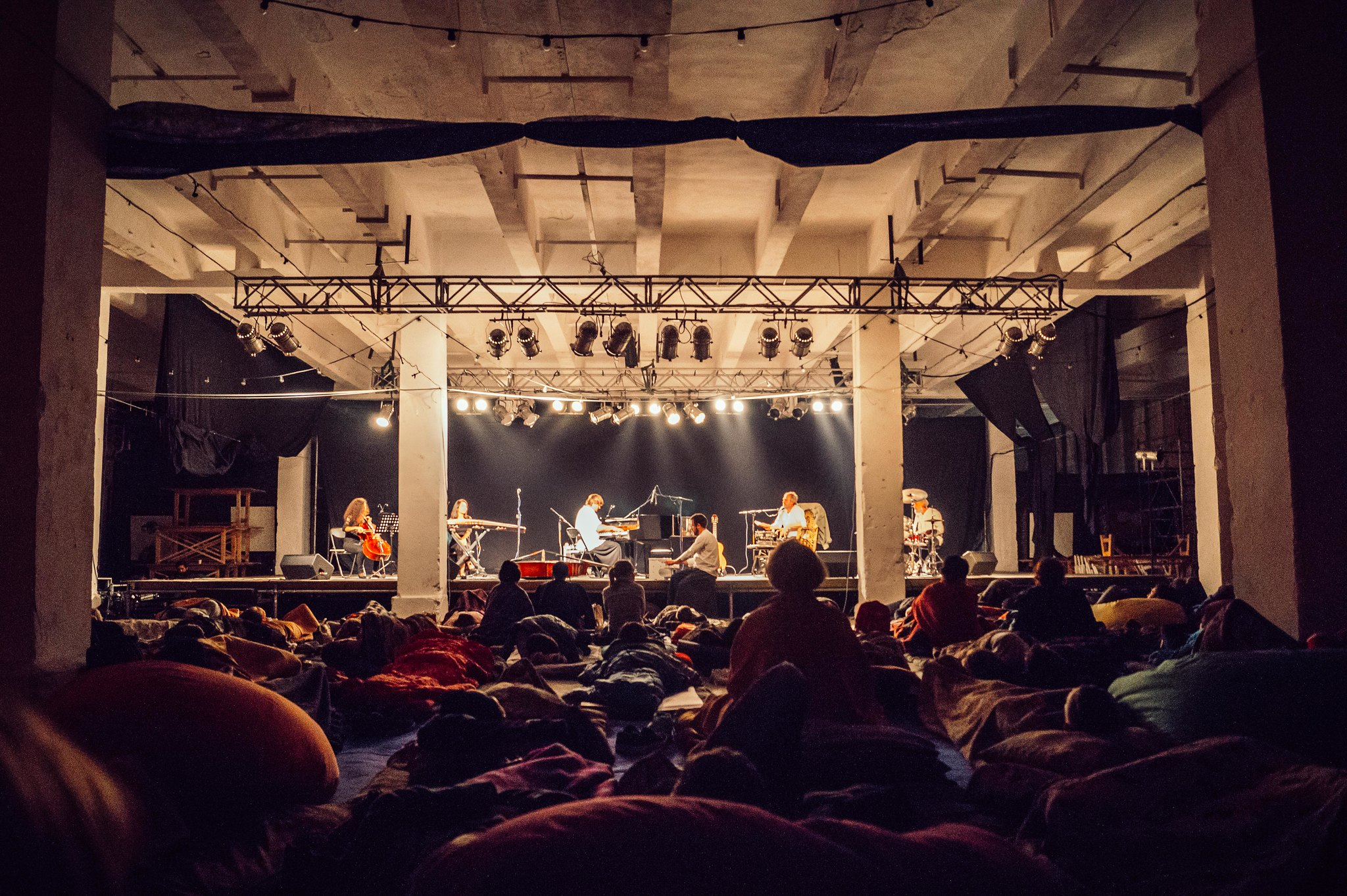
сонОпера непрОсті, панорама, фото Артем Галкін

«сон-Опера непрОсті» (англ. Dream-opera neprOsti) — опера (музично-театральний перформанс) українських композиторів Романа Григоріва та Іллі Разумейка за романом «НепрОсті» Тараса Прохаська), створена в 2016 році разом з формацією NOVA OPERA.

## Історія створення
Сон-Опера непрОсті створювалася в декілька етапів в червні, липні та вересні 2016 року.
У червні 2016 року відбулася перша творча співпраця письменника Тараса Прохаська з композиторами та музикантами формації NOVA OPERA (ансамбль Palimpsest): на фестивалі «Porto Franko» був представлений нічний перформанс «Відчуття присутності», який тривав п'ять годин з першої ночі до шостої ранку. Перформанс відбувся у великому фоє Івано-Франківського драм-театру, підлога якого була встелена матрацами для сплячої публіки. Матраци для акції надала місцева філія Укрзалізниці.
Попередня прем'єра з актором Дмитром Ярошенком в головній ролі відбулася в третьому павільйоні комплексу ВДНГ в липні 2016 року в рамках резиденції фестивалю ГогольFest на фестивалі Atlas Weekend. Повноцінна прем'єра з Тарасом Прохаськом в ролі читця та перформера відбулася на фестивалі ГогольFest в одному з павільйонів Арт-заводу Платформа.

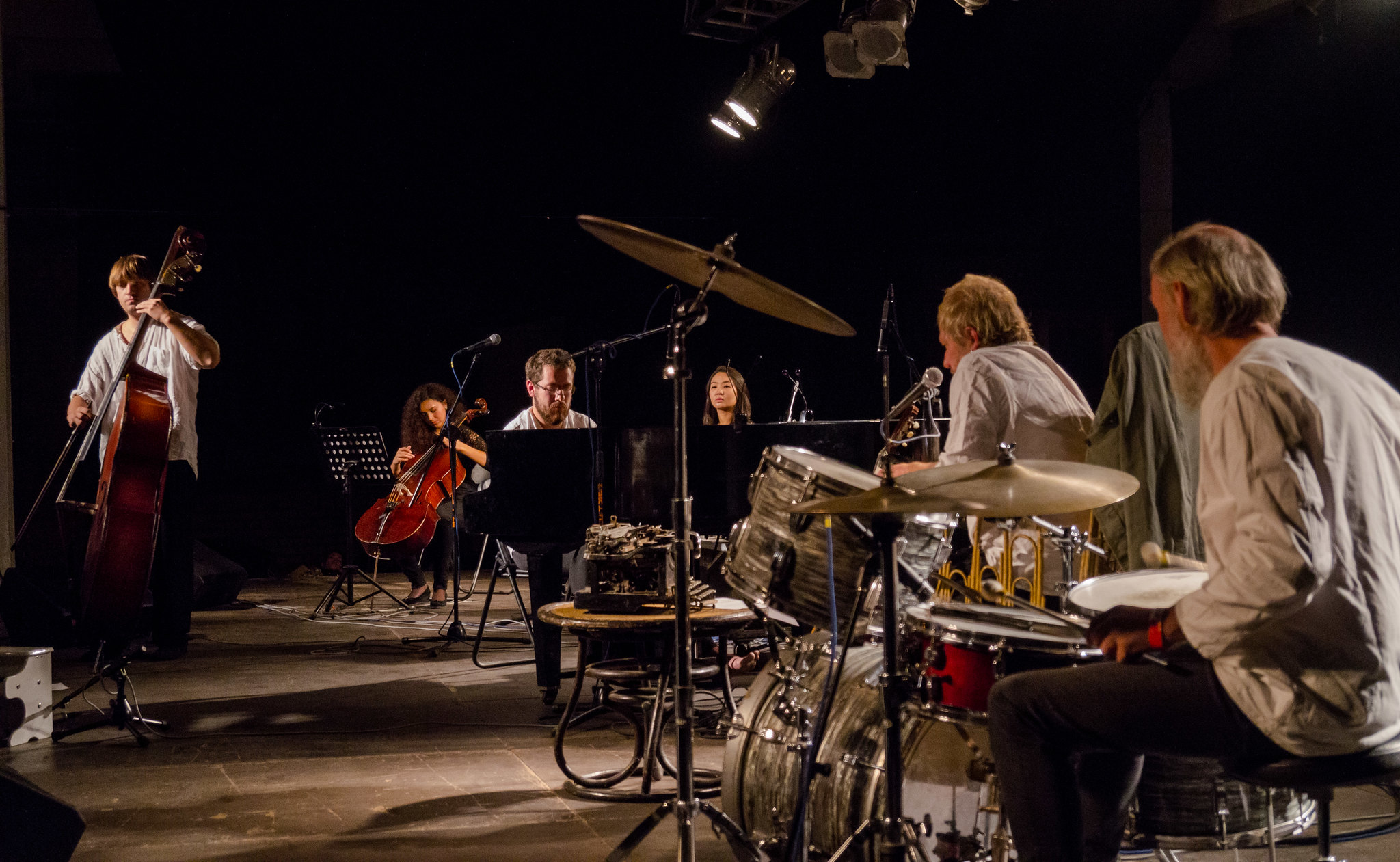
сонОпера непрОсті, сцена, фото Артем Галкін

## Інструментарій опери
Інструментарій опери в різних форматах включає рояль, піаніно, toy piano, віолончель, контрабас, скрипку, гітару, перкусію, вібрафон, гуджен, голос чтиця, народний голос солістки Чень Юнь Цзя, голоси солістів NOVA OPERA, які утворюють медитативний хор. Інструменти та вокалісти міняють своє розташування під час перформансу, переходячи від класичного сценічного розташування до квадро-музичної імпровізації із простором.

## Структура опери та умови виконання[4]
- Опера складається з трьох дій / Анн (Анна перша (23:59—1:30), Анна друга (1:45—3:15), Анна третя (3:30—4:58 — схід сонця), Сон (5:00—6:00)), які утворюють багатогодинний перформанс для сплячої публіки, який розпочинається опівночі та закінчується на світанку.
- Вхід до зали із ввімкненими мобільними телефонами заборонений.
- Глядачи опери отримують у якості глядацького місця матрац, подушку та плед.
- Зранку після закінчення опери публіка може кілька годин поспати, після цього побачені під час сну/марення сни можна записати в спеціальну «Книгу снів».

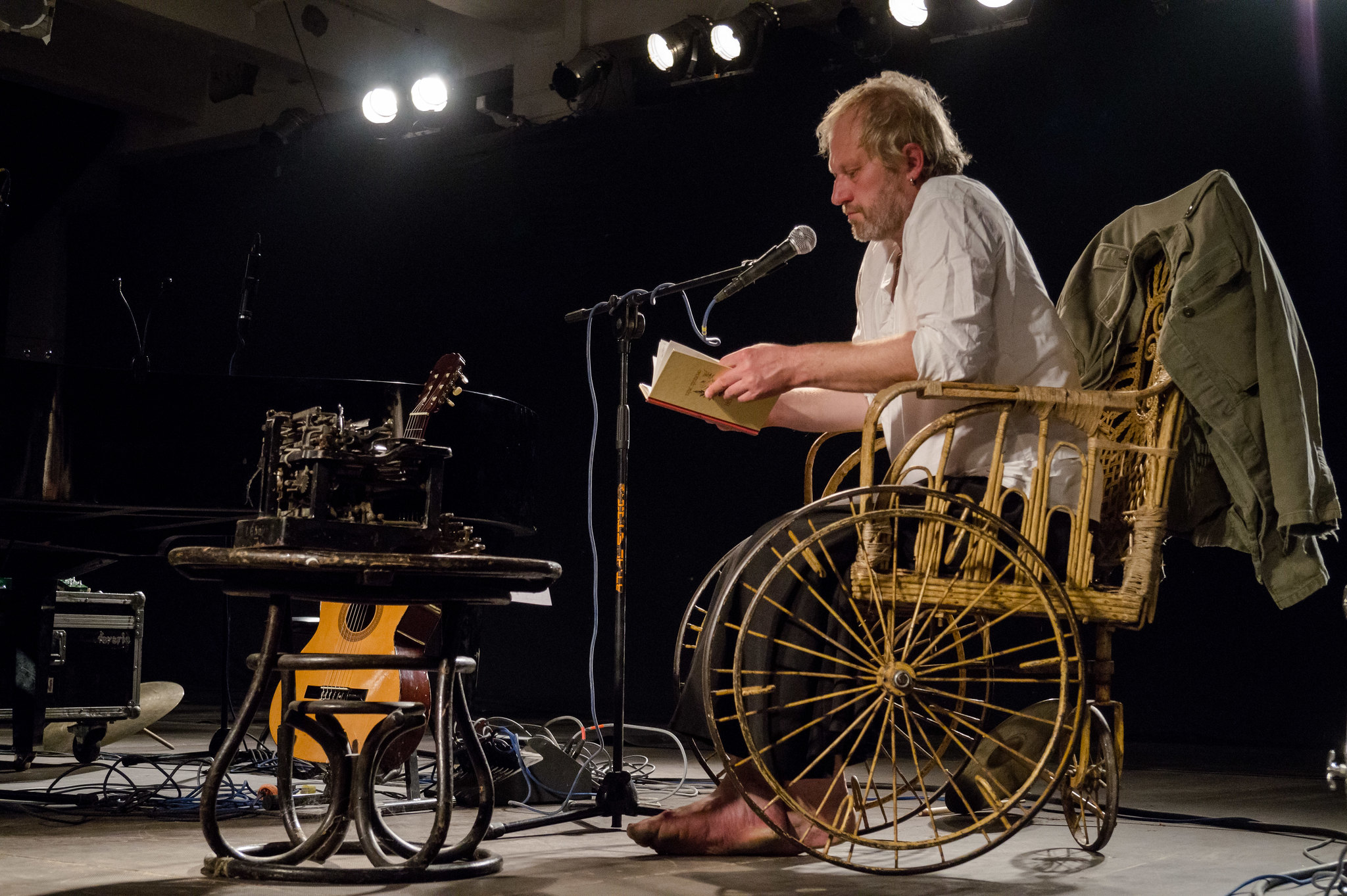
сонОпера непрОсті, Тарас Прохасько. Фото Артем Галкін

## Виконавці
| Ім'я артиста                                           | Голос / Інструмент                          |
| ------------------------------------------------------ | ------------------------------------------- |
| Тарас Прохасько (Дмитро Ярошенко)                      | голос, піаніно                              |
| Чень Юнь Цзя                                           | сопрано                                     |
| Анна Марич, Руслан Кірш, Андрій Кошман, Євген Рахманін | хор                                         |
| Жанна Марчинська                                       | віолончель                                  |
| Андрій Надольський                                     | перкуссія                                   |
| Роман Григорів                                         | диригент, контрабас, гітара, скрипка, рояль |
| Ілля Разумейко                                         | Рояль, піаніно, той піано, перкусія         |